# کیلبیرنی
کیلبیرنی (به انگلیسی: Kilbirnie) یک شهرک در اسکاتلند است که در ایرشایر واقع شده‌است. کیلبیرنی ۷٬۶۴۲ نفر جمعیت دارد.